# いっこく堂
いっこく堂（いっこくどう、1963年〈昭和38年〉5月27日 - ）は、沖縄県出身の腹話術師。
本名は玉城 一石（たまき いっこく）。既婚者で、一女の父。

## 来歴
神奈川県高座郡寒川町にて誕生。沖縄県沖縄市（旧・コザ市）で育つ。コザ中学校、沖縄県立北谷高等学校卒業。劇団民藝を経て、1992年に腹話術に転向した。「2体人形の同時操り」「時間差会話」「唇をまったく動かさない技術の高さ」などは独自の境地として高く評価される。身長175 cm、血液型A型。

## 人形
使用する人形の種類は様々で、人形によって声を変えている。下記の他に、いっこく堂自らを人形にしたものもある。
ジョージ（吉助氏）
中年男性を模した人形。吉祥寺出身の恥ずかしがり屋という設定。
サトル（サトル・シアトル・トンデール）
鳥の人形。二種類の顔がある。
スカーレット
ダン（ダン・ヤマト）
欧米人風の顔をした人形。人形の中ではもっとも実際の人間に近い顔であるが登場回数は多くない。
オペーラ（オペーラ・にんげん・ジャ・ねえ）
クマを模した人形。
アインストーン
アルベルト・アインシュタインのパロディー。ビーカーでビールを飲む癖がある。
カルロス（カルロス・セニョール・田五作）
薄毛の中年男性風。ボリビア出身。最初に制作された人形である。
さるのすけ（五川猿の助）
サルがモチーフ。
サトリ（サトリ・トットリ・トンデール）
鶏がモチーフ。サトルの叔母という設定。
師匠
いっこく堂より100歳年上（1863年5月27日生まれで162歳）の老人。姓が師、名が匠という設定。
にんげん日本史ではいっこく堂と共に進行役を務めた。
ブーちゃん
豚がモチーフ
カンちゃん
マイク
博士
近年主にテレビに出るときは師匠、サトル、ジョージと共演することが多い。
上記を含め30体ほどの相方がいる。

### ものまねレパートリー
- 秋川雅史
- 渥美清
- 麻生太郎
- 井上陽水
- いしだあゆみ
- 梅沢富美男
- おすぎ
- 木村佳乃
- 桑田佳祐
- 小泉純一郎
- 西城秀樹
- さだまさし
- ジュディ・オング
- スキャットマン・ジョン
- スリムクラブ
- 武田鉄矢
- 谷村新司
- 髙田明
- 田中邦衛
- 徳永英明
- 中島みゆき
- 長嶋茂雄
- 長渕剛
- 野口五郎
- ピコ太郎
- ピーコ
- 堀内孝雄
- 堀江淳
- 前川清
- 松山千春
- マツコ・デラックス
- 宮路オサム
- 美輪明宏
- 米良美一
- 森山良子
- 八代亜紀
- 安田祥子
- 由紀さおり
- 吉幾三
- ルイ・アームストロング
- 和田アキ子
- 渡部陽一

- ちびまる子ちゃんの登場人物・但しカール北川やトニーヒロタと違って近藤房之助はやらない。
- 板東英二 ※これのみ腹話術不可

## エピソード

### 腹話術関連
- 片手あるいは両手に人形を持って腹話術をする。たまにコップなどを使って腹話術をすることもある。
- 歯が1本欠けているので声が歯の隙間から出るため、顎を全く動かさずに声を出すことが可能である。
- 口の動きと発声をずらす「時間差芸」を開発した。
- 英語も堪能で、アメリカ公演も行った他、スキャットマンで腹話術も可能。
- 「腹話術 = 高音」というイメージを破る自在な声と地声での腹話術の喋りは、毎日鏡に向かい練習した賜物。時には口を切り血まみれになることもあった。
- 腹話術界で長らく不可能とされてきた「パ行（無声両唇破裂音）を出す」ことに成功し、音声学の常識を覆した[要検証 – ノート]。破裂音を発する際に必要な下唇の代わりに舌を使う[5]。「舌で（パ行を）できるかなと思ったのは腹話術を始めて3年目、それから練習して4年かかっている」と答えている[6]。
- 舞台公演等で通常ならマイクを用いて声を拡声させるが、マイクを一切使わない舞台公演を行ったこともある。
- 2010年に放送された『奇跡ゲッター ブットバース!!』の中で、板東英二の声だけは腹話術でものまね出来ないと語っている。
- 2001年に放送された『課外授業 ようこそ先輩』の中で、母校である沖縄市立中の町小学校の後輩たちと一緒に腹話術を披露している。この放送では、「腹話術で主張 いつもは言えないこと」と題して、母校の後輩たちが手作りの人形で腹話術を行い、最後は師匠の「はい、写真」で閉めるという形をとった。
- 2011年以降、『爆笑そっくりものまね紅白歌合戦スペシャル』にレギュラー出演して腹話術とものまねのコラボ芸を披露しており、コロッケは自分には出来ない芸で会うたびにネタが増えていると絶賛している。
- 劇団民藝を退団して独自の芸風を模索していた時期にテレビで見た腹話術を思い出し、図書館で黎明書房「だれにもできる腹話術」を借りて独学で身につけた[5]。（中学野球部で集団無視され人生に絶望していた時期に、テレビで婦人警官の腹話術を見たことで希望を見出し、習得のため人形の入手先を警察に尋ねたほどであったが結局手に入らず断念していた[7]）

### その他
- 1968年当時の沖縄県はアメリカ施政権下にあったため、1970年12月に発生したコザ暴動を目撃している。朝6時に兄に起こされ、外に出てみたら、琉球住民が日本の機動隊に対して、石や瓶などを投げつけていたため、「アメリカ人が起こした事故なのに、日本人に怒っている。なんなんだろうなと思った」と後に振り返っている。なお、この暴動の影響でアメリカ軍（米軍）兵士に対して夜間の外出禁止令が出されたため、人出が少なくなり、当時両親が米軍兵士向けに歓楽街にて販売していたサンドイッチショップが廃業したことを明らかにしている[3]。
- 高校時代に内気な性格を克服するために先生のモノマネを披露して注目を浴び、朝礼などの全校集会の前説を担当するようになる[7]。
- フジテレビ「笑ってる場合ですよ!」のコーナー「ザ・ぼんちの物まねグランプリ」でグランドチャンピオンになったことがきっかけで芸人の道へ進むが、役者への道が諦めきれず、22才のときに劇団民藝に参加するも伸び悩み、米倉斉加年のアドバイスに従いピン芸人を目指して退団する[7]。
- 劇団民藝で教えを受けた米倉を「人生の師」と仰ぐ。
- マネージャーは、小久保裕紀の弟で、智辯和歌山高校で甲子園に出場している。
- 滝沢カレンが弟子入りし、腹話術を学ぶ。

## 賞詞
- 1999年、「平成11年度文化庁芸術祭」新人賞受賞[4]
- 1999年、「第16回浅草芸能大賞」新人賞受賞[8]
- 「第37回ゴールデン・アロー賞」芸能新人賞受賞

## 出演

### テレビ番組
- けんたろうとミクのワイワイキッズ（キッズステーション） -「いっこく堂劇場」レギュラー出演

### 吹き替え
- キャッツ & ドッグス（2001年） - ルー、Mr.ティンクルズ、キャリコ 役 ※ソフト版

### CM
- 株式会社 神明「うん目ぇ〜の歌」篇、「神明meetsいっこく堂」篇（2012年10月1日 - ） - web限定CM

### 舞台
- 兵士の物語（2001年）
- ダブル（2015年6月18日 - 21日、シアター1010）※腹話術ミュージカル。共演は愛華みれ、内海光司、宮川浩、北嶋マミ、桜田航成

## 音楽

### シングル
| #                | 発売日         | 曲順       | タイトル                          | 作詞       | 作曲       | 編曲       | 規格品番   |
| ポリスター       | ポリスター     | ポリスター | ポリスター                        | ポリスター | ポリスター | ポリスター | ポリスター |
| ---------------- | -------------- | ---------- | --------------------------------- | ---------- | ---------- | ---------- | ---------- |
| 1                | 1999年 8月11日 | 01         | 虹のむこうに                      | 坂田修     | 坂田修     | 飛澤宏元   | PSDR-5336  |
| 1                | 1999年 8月11日 | 02         | 公園に行きましょう                | 坂田修     | 坂田修     | 飛澤宏元   | PSDR-5336  |
| ポニーキャニオン |                |            |                                   |            |            |            |            |
| 2                | 2002年 8月11日 | 01         | 傷だらけの私鉄沿線                | 高田文夫   | 馬飼野康二 | 馬飼野康二 | PCCA-70014 |
| 2                | 2002年 8月11日 | 02         | きみの心がわかる                  | 藤井青銅   | 高橋ひろ   | 高橋ひろ   | PCCA-70014 |
| 一石堂事務所     |                |            |                                   |            |            |            |            |
| 3                | 2005年 7月30日 | 01         | いっこく堂版 老人と子どものポルカ | 早川博二   | 早川博二   | -          | IKKU-100   |
| 4                | 2007年 5月27日 | 01         | 生きてるだけで それだけで         | 玉城一石   | 玉城一石   | -          | IKKU-101   |

## 映像作品

### DVD
1. いっこく堂 世界で1つのショータイム
2. いっこまでイッコク〜

### VHS
1. ボイス・イリュージョンいっこく堂（2000年3月17日）ポニーキャニオン PCVG-10667